# سینما تخت جمشید (شیراز)
سینما رکس، واقع در خیابان داریوش در سال ۱۳۳۰ آغاز به کار کرد که بعد به سینما تخت جمشید تغییر نام داد. و بعد از انقلاب اسلامی به فعالیت‌های خود پایان داد و به انبار تبدیل شد.

## تاریخچه
در سال۱۳۳۰ سینما تئاتر رکس توسط علی محزون در خیابان داریوش در شیراز ساخته شد که بعدها به نام تخت جمشید به کار خود ادامه داد و در دههٔ ۶۰ به آتش کشیده شد.